# Kehl
Kehl é uma cidade da Alemanha, no distrito de Ortenaukreis, na região administrativa de Freiburg, estado de Baden-Württemberg.
Ela fica na fronteira com a França, portanto, na beira do rio Reno.
A cidade que fica do outro lado da fronteira é Estrasburgo, a décima primeira maior cidade da França.

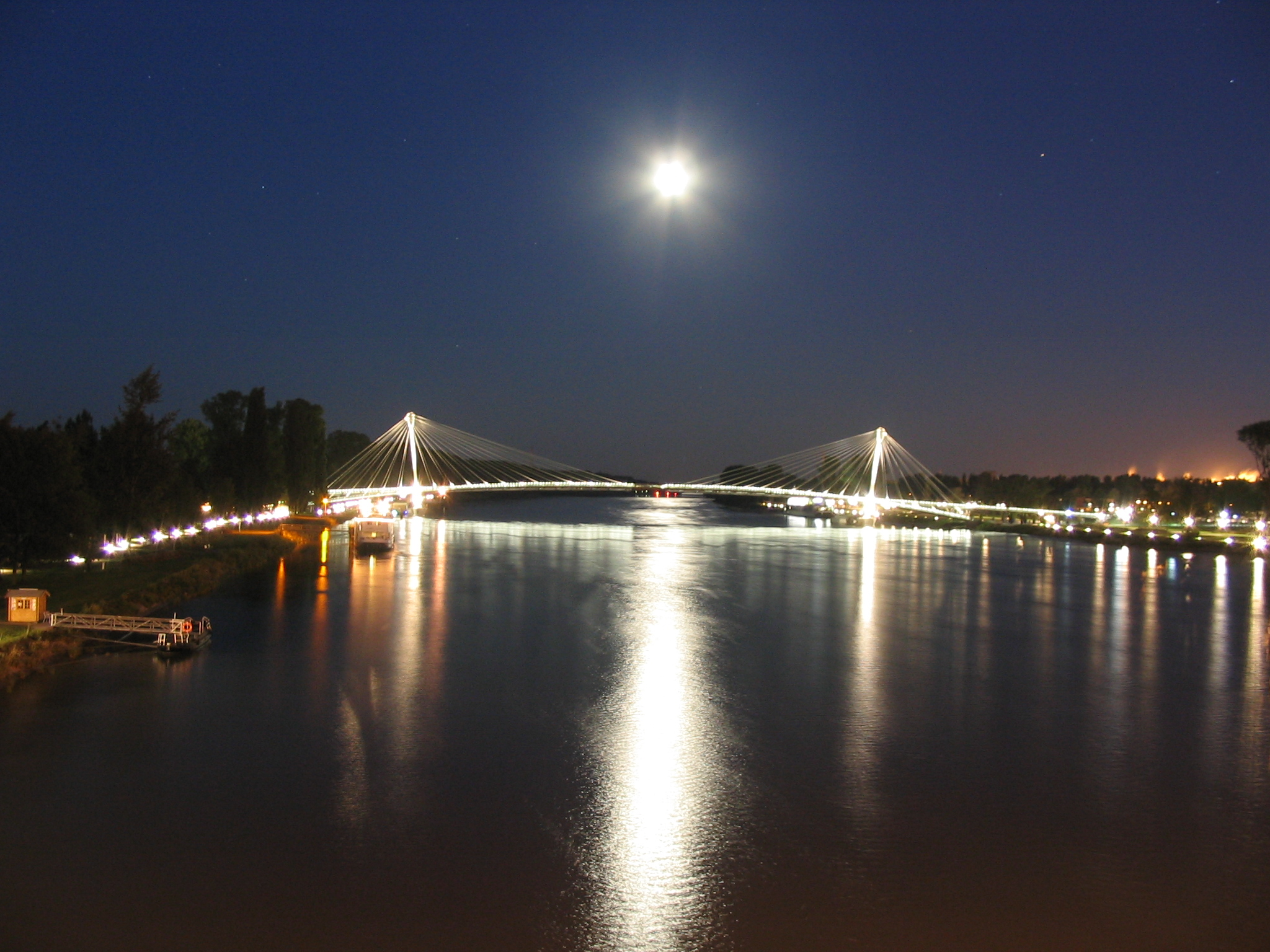
Ponte Mimram